# Pierre Maille (homme politique, 1923-1973)
Pour les articles homonymes, voir Pierre Maille et Maille.
Pierre Maille, né le 13 décembre 1923 à Soyécourt où il est mort le 16 novembre 1973 à Soyécourt, est un responsable agricole et un homme politique français.

## Biographie

### Responsable agricole
Pierre Maille né le 13 décembre 1923 et mort le 16 novembre 1973 à Soyécourt est fils d'agriculteur, membre de la Jeunesse agricole chrétienne (J.A.C.), il devient agriculteur lui-même et très actif dans le syndicalisme agricole. Il fonde et préside en 1949, le Cercle des Jeunes paysans et le Syndicat des migrations rurales.
Il est un responsable actif de l'Union départementale des coopératives agricoles et de la caisse régionale de Crédit agricole mutuel.

### Carrière politique
Il prolonge son activité militante par un engagement politique au centre. Membre du Mouvement républicain populaire (M.R.P.), il adhère ensuite au Centre démocrate de Jean Lecanuet, en 1965. Conseiller municipal en 1953, il devient maire de Soyécourt en 1963, puis conseiller général du canton de Chaulnes en 1964. 
En juillet 1966, il est élu sénateur de la Somme, à la suite d'Augustin de Villeneuve-Bargemont, et le reste jusqu'à sa mort. 
Siégeant au groupe de l'Union centriste des démocrates de progrès, il est membre de la commission des affaires sociales puis des affaires culturelles. 
En 1967, il vote en faveur de la loi Neuwirth qui autorise la contraception en France et s'abstient lors du vote de la loi organisant les régions en 1972.

## Détail des fonctions et des mandats
Mandat parlementaire
- 17 juillet 1966 - 16 novembre 1973 : Sénateur de la Somme

Mandats municipaux
- Conseiller municipal de Soyécourt (1953-1963)
- Maire de Soyécourt (1963-1973)

Mandat départemental
- Conseiller général du canton de Chaulnes (1964-1973)